# گیتانی (مهرستان)
گیتانی یک روستا در ایران است که در استان سیستان و بلوچستان واقع شده‌است. گیتانی ۱۰۱ نفر جمعیت دارد.